# 沙驼
沙驼（1926年8月15日—2017年8月12日），曾用名涂宝安，鄂温克族，黑龙江省讷河县人，中华人民共和国政治人物。

## 生平
1945年10月，参加革命工作，1946年3月，加入中国共产党。1945年10月至1946年11月，先后在讷河民主大同盟、嫩江省第二专员公署工作队、内蒙古人民自卫军第五师政治部工作。1946年11月至1947年1月，在齐齐哈尔东北军政大学三支队学习。1947年1月至1947年6月，在齐齐哈尔市民主师范学校任教导主任、代校长。1947年6月至1948年3月，任内蒙古人民自卫军第五师教导团政委。1948年3月至1948年11月，任内蒙古人民解放军独立三团副政委兼政治处主任。1948年11月至1949年5月，在内蒙古党校学习。1949年5月至1952年12月，任内蒙古党校教员、组教处副处长兼教研室主任。1952年12月至1955年12月，在内蒙古东部区党校历任副教育长、教育长、党委副书记。1955年12月至1964年7月，任中共内蒙古自治区党委宣传部学习室主任、理论处处长。
1964年7月至1965年8月，任内蒙古自治区党委政治研究室负责人。1965年8月至1967年6月，任内蒙古自治区党委《实践》杂志编辑部副总编。1968年1月至1969年12月，在文化大革命中受到迫害。1971年6月至1972年12月，在内蒙古五七干校学习。1973年4月至1981年12月，任内蒙古党校党的领导小组副组长、副校长。1981年12月至1988年7月，任内蒙古师范学院代理院长、党委副书记、党委书记。1988年6月，任内蒙古自治区人大常委会副主任、党组成员。1996年10月，离职休养。2017年8月12日在呼和浩特逝世，享年91岁。